# Jeux de dupes
Pour plus de détails, voir Fiche technique et Distribution.
Jeux de dupes ou Double jeu au Québec (Leatherheads) est un film américano-allemand réalisé par George Clooney et sorti en 2008. C'est le 3e film de George Clooney en tant que réalisateur. Après avoir exploré les seventies avec Confessions d'un homme dangereux puis les années 1950 dans Good Night and Good Luck, ce 3e film se déroule dans les années 1920.
Le film reçoit des critiques plutôt mitigées dans la presse. Il ne rencontre pas non plus le succès auprès du public.

## Synopsis
Jimmy « Dodge » Connelly est le capitaine de l'équipe de football américain des Bulldogs de Duluth dans le Minnesota. Faute de sponsors, l'équipe est dissoute. En 1925, ce sport, dans son aspect professionnel, ne fait pas encore l'unanimité et reste impopulaire aux États-Unis. Dodge se heurtant à une reconversion, décide de reformer les Bulldogs et de convaincre Carter Rutheford, joueur universitaire et héros de la Première Guerre mondiale. Mais la nouvelle recrue, malgré sa popularité croissante et celle de l'équipe, cache un lourd secret sur son héroïsme, secret qu'aimerait découvrir la journaliste Lexie Littleton, bientôt courtisée par Dodge et Carter. S'installe alors entre eux une rivalité, et entre jeu et amour, Dodge semble pouvoir en maîtriser les règles.

## Fiche technique
Sauf indication contraire, les informations mentionnées dans cette section peuvent être confirmées par la base de données cinématographiques IMDb,  présente dans la section « Liens externes ».
- Titres français : Jeux de dupes
- Titre québécois : Double Jeu
- Titre original : Leatherheads
- Titre de travail : Playing Dirty
- Réalisation : George Clooney
- Scénario : Duncan Brantley et Rick Reilly
- Musique : Randy Newman
- Photographie : Newton Thomas Sigel
- Montage : Stephen Mirrione
- Décors : James D. Bissell
- Costumes : Louise Frogley
- Production : George Clooney, Grant Heslov et Casey Silver
  - Producteurs délégués : Barbara A. Hall, Sydney Pollack et Jeffrey Silver
- Sociétés de production : Universal Pictures, Casey Silver Productions, Outlaw Productions, Road Rebel et Smokehouse
- Société de distribution : Universal Pictures (États-Unis)
- Budget : 58 millions de dollars[1]
- Pays de production :  États-Unis,  Allemagne
- Genre : comédie, sport
- Durée : 114 minutes
- Format : couleur - 1,78:1 - 35 mm - son : Dolby Digital, DTS, SDDS
- Dates de sortie :
  - États-Unis : 24 mars 2008 (avant-première à Maysville) ; 4 avril 2008 (sortie nationale)
  - Canada : 4 avril 2008
  - France et Belgique : 23 avril 2008

## Distribution

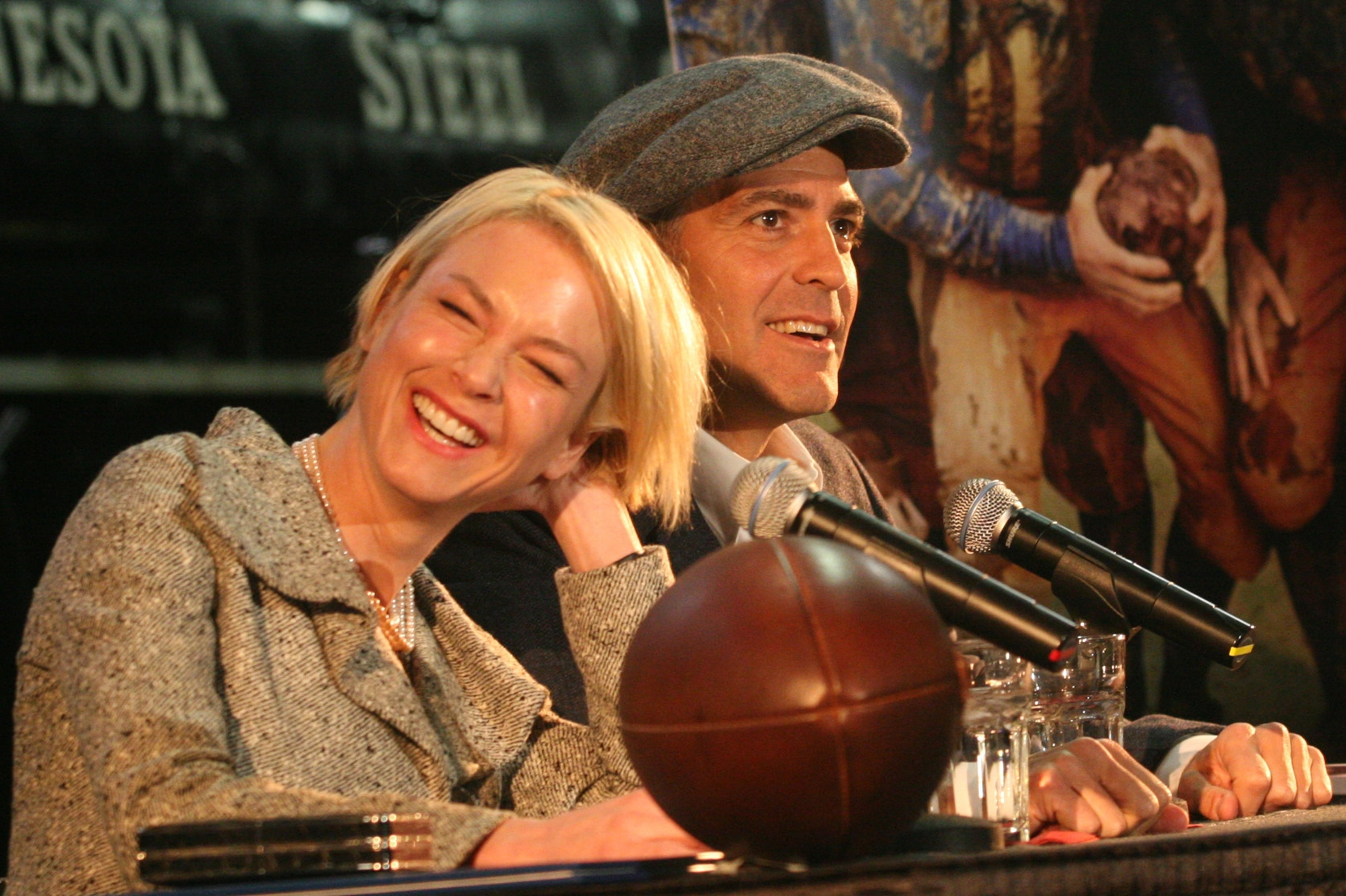
Renée Zellweger et George Clooney en conférence de presse à Duluth, dans le Minnesota (EU), en mars 2008.

Légende : Version Française = VF[réf. nécessaire] et Version Québécoise = VQ
- John Krasinski (VF : Stéphane Pouplard ; VQ : Daniel Roy) : Carter Rutherford
- Renée Zellweger (VF : Julie Dumas ; VQ : Julie Burroughs) : Lexie Littleton
- George Clooney (VF : François Berland ; VQ : Daniel Picard) : Jimmy « Dodge » Connelly
- Jonathan Pryce (VF : Jean-Luc Kayser ; VQ : Daniel Roussel) : C. C. Frazier
- Stephen Root (VQ : Stéphane Rivard) : Suds
- Wayne Duvall (VF : Bernard-Pierre Donnadieu ; VQ : Thiéry Dubé) : le coach Frank Ferguson
- David de Vries : un reporter de Princeton
- Rick Forrester : un reporter de Princeton
- Craig S. Harper : un reporter de Princeton
- Malcolm Goodwin : Bakes
- Matt Bushell : Curly
- Tommy Hinkley : Hardleg
- Tim Griffin (VQ : Pierre Auger) : Ralph
- Robert Baker : Stump
- Nick Paonessa (VF : Fabien Jacquelin ; VQ : Patrick Chouinard) : Zoom
- Lance Barber : l'arbitre des Toledo
- Jack Thompson (VQ : Marc Bellier) : Harvey
- Nicholas Bourdages : Bug
- Keith Loneker (VQ : Frédérik Zacharek) : Gus
- Jason Drago : un joueur de Toledo

## Production

### Genèse et développement
À la fin des années 1980, Duncan Brantley, journaliste à Sports Illustrated, à l'idée de faire ce film en faisant des recherches sur les origines du football américain professionnel que , eut  l'idée de Jeux de dupes. Il se documente notamment sur Johnny "Blood" McNally (en), l'une des figures marquantes à l'époque de la création de la National Football League. Il développe ensuite son script avec l'aide de Rick Reilly en ajoutant notamment une touche humoristique.
Le scénario de 	Duncan Brantley et Rick Reilly est finalisé dès 1993. Il arrive entre les mains de Steven Soderbergh, collaborateur récurrent et ami de George Clooney. Le cinéaste voulait réaliser le film avec George Clooney en vedette et prit contact avec Casey Silver, à l'époque « ponte » d'Universal Pictures. Mais ce dernier quitta le studio et créa sa propre structure. Quelques années plus tard, c'est George Clooney lui-même qui remet le projet "à flots". Il décidé de réaliser et produire le film pour Smokehouse, sa propre société de production. George Clooney déclare avoir massivement réécrit le scénario. Cependant, la Writers Guild of America, syndicat des scénaristes américains, lui refuse le crédit au générique. Très agacé, l'acteur-réalisateur abandonne son statut de votant au sein de l'institution.
Dans Late Show with David Letterman, George Clooney explique que l'équipe du film s'inspire des Duluth Eskimos. L'intrigue est aussi basée sur des éléments de la vie de Red Grange et son agent C. C. Pyle, ou encore de George Halas. Pour le style de son film, George Clooney a par ailleurs été influencé par des comédies loufoques (screwball comedies) comme celles de Frank Capra et Howard Hawks : Arsenic et Vieilles Dentelles (1941) et L'Impossible Monsieur Bébé (1938).

### Attribution des rôles
Durant une scène musicale du film, on peut apercevoir la chanteuse de jazz Ledisi Young, ainsi que Randy Newman, compositeur de la bande son du film, qui incarne le pianiste jouant tranquillement alors qu'une féroce bagarre éclate autour de lui.
Les acteurs ont subi un entrainement avec un spécialiste du football des années 1920 et 1930 avec T. J. Troup, spécialiste de « l'âge héroïque » du football américain.

### Tournage
Le tournage a lieu en Caroline du Sud (Greenville, Greer, Anderson, Travelers Rest, Ware Shoals, Tigerville) en Caroline du Nord (Winston-Salem, Spencer, Boiling Springs, Charlotte, Greensboro, Statesville, Tobaccoville, Rural Hall, Salisbury) ainsi qu'à Chattanooga dans le Tennessee (Tennessee Valley Railroad).
Pendant le tournage, l'acteur John Krasinski jouait également dans sa série The Office mais dut, pour les besoins de Jeux de dupes, se couper les cheveux. Les scénaristes de la série ont alors imaginés une histoire qui justifierait ce changement de coiffure du personnage.

## Accueil

### Critique
Le film reçoit des critiques mitigées à sa sortie. Sur l'agrégateur américain Rotten Tomatoes, il récolte 52% d'opinions favorables pour 170 critiques et une note moyenne de 5,8⁄10. Le consensus suivant résume les critiques compilées par le site : « Malgré une bonne prémisse et une distribution solide, cette comédie romantique de football professionnel est à moitié tordue et à moitié tâtonnée ». Sur Metacritic, il obtient une note moyenne de 56⁄100 pour 34 critiques.
En France, le film obtient une note moyenne de 2,7⁄5 sur le site AlloCiné, qui recense 25 titres de presse.

### Box-office
Le film est un échec commercial. Produit pour 58 millions de dollars, il n'en rapporte que 41 millions au box-office.
| Pays ou région    | Box-office      | Date d'arrêt du box-office | Nombre de semaines |
| ----------------- | --------------- | -------------------------- | ------------------ |
| États-Unis Canada | 31 373 938 $    | 5 juin 2008                | 9                  |
| France            | 110 710 entrées |                            | -                  |
| Total mondial     | 41 319 039 $    | -                          | -                  |